# تلولب نسبة الكتلة الشديدة

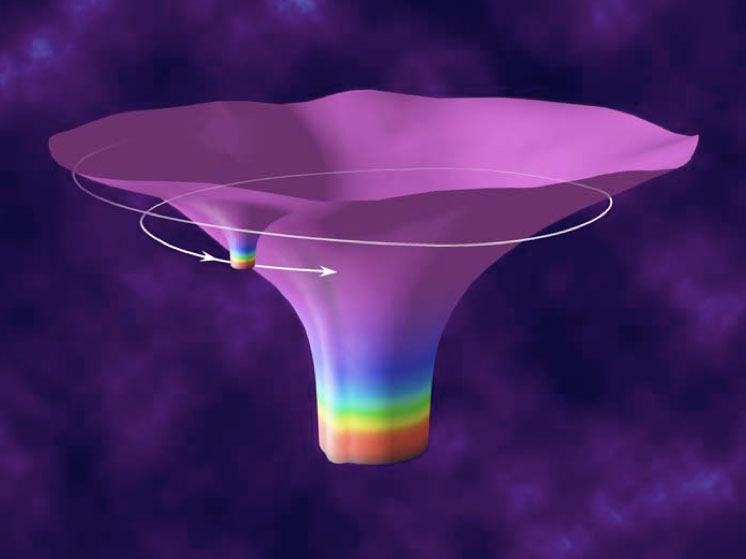

في الفيزياء الفلكية، تلولب نسبة الكتلة الشديدة (إي إم آر آي) هي مدار جرم خفيف نسبيًا يدور حول جرم أثقل بكثير (بـ 10000 مرةٍ أو أكثر)، الذي يتحلل تدريجيًا بسبب انبعاث الموجات الثقالية. من المرجح أن توجد مثل هذه الأنظمة في مراكز المجرات، حيث يمكن العثور على أجرام متراصة ذات كتلة نجمية، مثل الثقوب السوداء النجمية والنجوم النيوترونية، تدور حول ثقب أسود فائق. في حالة وجود ثقب أسود يدور حول ثقب أسود آخر، فهذه نسبة كتلة شديدة للثقوب السوداء الثنائية. يُستخدم مصطلح إي إم آر آي أحيانًا كاختصار للإشارة إلى شكل الموجة الثقالية المنبعثة بالإضافة إلى المدار نفسه.
السبب الرئيسي للاهتمام العلماء بـ إي إم آر آي هو أنها واحدة من أكثر المصادر الواعدة في علم فلك الموجات الثقالية باستخدام أجهزة الكشف الفضائية المستقبلية مثل هوائي مقياس التداخل الليزري الفضائي (ليسا). إذا كُشفت مثل هذه الإشارات بنجاح، ستسمح بقياسات دقيقة للكتلة والزخم الزاوي للجرم المركزي، والذي سيوفر بدوره مُدخلات حاسمة لنماذج تشكل وتطور الثقوب السوداء الفائقة. بالإضافة إلى ذلك، توفر إشارات الموجات الثقالية خريطة مُفصلة لهندسة الزمكان المحيط بالجرم المركزي، ما يسمح بإجراء اختبارات غير مسبوقة لتنبؤات النسبية العامة في الأنظمة ذات الجاذبية القوية.

## نظرة عامة

### الإمكانات العلمية
إذا جرى الكشف بنجاح، ستحمل إشارة الموجة الثقالية الصادرة عن إي إم آر آي ثروةً من البيانات الهامة لعلم الفيزياء الفلكية. تتطور إي إم آر آي ببطء وتكمل العديد من الدورات (10000 تقريبًا) قبل أن تنهار في النهاية. لذلك، ترمز إشارة الموجات الثقالية إلى خريطة دقيقة لهندسة الزمكان للثقوب السوداء الفائقة. بالتالي، يمكن استخدام الإشارة كاختبار دقيق لتنبؤات النسبية العامة في الأنظمة ذات الجاذبية القوية؛ أي في الأنظمة التي لم تُختبر فيها النسبية العامة أبدًا. على وجه الخصوص، من الممكن اختبار الفرضية القائلة بأن الجرم المركزي هو في الواقع ثقب أسود فائق بدقة عالية من خلال قياس عزم رباعي الأقطاب لحقل الجاذبية بدقة تصل إلى جزء بالمئة.
بالإضافة إلى ذلك، ستوفر كل عملية رصد لنظام إي إم آر آي تحديدًا دقيقًا لمعاملات النظام، بما في ذلك:
- الكتلة والزخم الزاوي للجرم المركزي بدقة 1 على 10000. من خلال جمع إحصاءات الكتلة والزخم الزاوي لعدد كبير من الثقوب السوداء الفائقة، من الممكن الإجابة على أسئلة تتعلق بتكوينها. إذا كان الزخم الزاوي للثقوب السوداء الفائقة كبيرًا، فربما اكتسبت معظم كتلتها عن طريق ابتلاع الغاز من القرص المزود. تشير القيم المعتدلة للزخم الزاوي إلى أن الجرم يتكون على الأرجح من اندماج العديد من الأجرام الأصغر ذات الكتل المتماثلة، بينما تشير القيم المنخفضة إلى أن الكتلة ازدادت بفعل ابتلاع أجرام أصغر قادمة من اتجاهات عشوائية.[1]
- كتلة الجرم الدوار بدقة 1 على 10000. توفر نسبة هذه الكتل رؤى مثيرة للاهتمام في عدد الأجسام المتراصة في نوى المجرات.[1]
- الانحراف المداري (1 على 10000) و(جيب التمام) للميل (1 على 1000 إلى 1 على 100) للمدار. تحتوي إحصاءات القيم المتعلقة بشكل المدار وتموضعه على معلومات حول تاريخ تكوين هذه الأجرام.[1]
- مسافة الضياء (5 على 100) والموقع (بدقة 10−3 ستراديان) للنظام. نظرًا لأن شكل الإشارة يرمز لمعاملات أخرى للنظام، فنحن نعلم مدى قوة الإشارة عند انبعثت. بالتالي، يمكن للمرء أن يستنتج بُعد النظام من الشدة المرصودة للإشارة (حيث أن شدتها تضعف مع زيادة المسافة المقطوعة). على عكس الوسائل الأخرى لتحديد المسافات التي تتراوح حول مليارات السنين الضوئية، فإن تلك الطريقة مستقلة تمامًا ولا تعتمد على سلم المسافات الكونية. إذا كان من الممكن مطابقة النظام مع نظيره البصري، فإن هذا يوفر طريقةً مستقلةً تمامًا لتحديد معامل هابل على المسافات الكونية.[1]
- اختبار صلاحية تخمين كير. تنص هذه الفرضية على أن جميع الثقوب السوداء هي ثقوب سوداء دوارة من نوع كير أو كير نيومان.[8]

## التشكل
يُعتقد حاليًا أن مراكز معظم المجرات (الكبيرة) تتكون من ثقب أسود فائق تتراوح كتلته بين مليون ومليار ضعف كتلة الشمس مُحاطة بمجموعة من النجوم عددها يتراوح بين 107 و108 نجم، والتي ربما يبلغ عرضها 10 سنوات ضوئية، ما يشكل نواة المجرة. تتعرض مدارات الأجرام التي تدور حول الثقب الأسود الفائق المركزي إلى الاضطراب باستمرار من خلال تفاعلات جرمين مع الأجرام الأخرى في النواة، ما يؤدي لتغيير شكل المدارات. من حين لآخر، قد تمر الأجرام بالقرب من الثقب الأسود الفائق المركزي لتنتج مداراتها كميات كبيرة من الموجات الثقالية، ما يؤثر بشكل كبير على هذه المدارات. في ظل ظروف محددة، قد يصبح هذا المدار إي إم آر آي.

## وصلات خارجية
- The Schwarzschild Barrier